# Семёнов, Тенгиз Александрович
Тенги́з Алекса́ндрович Семёнов (5 августа 1941, Тбилиси — 7 сентября 2023) — советский и российский режиссёр документального кино, продюсер. Заслуженный деятель искусств Российской Федерации (1996). Лауреат Ленинской премии (1980). Генеральный директор кинокомпании «Анимос».

## Биография
Родился 5 августа 1941 года в Тбилиси. Окончил режиссёрский факультет ВГИКа в 1972 году. В 1970—1990 годах работал на ЦСДФ. Две ленты Тенгиза Семенова «Великое танковое сражение» и «Блокада Ленинграда» открывали премьерные показы киноэпопеи «Великая Отечественная» в Москве и Вашингтоне. «Блокада Ленинграда» была первым советским документальным фильмом, показанным в Библиотеке Конгресса США. В последующие годы Тенгиз Семёнов участвовал в создании многих документальных картин, в числе которых «Всего дороже» (1981), «Бандит из Тетюшей» и «Скамейка Силуана» (Главный приз IV фестиваля Православных фильмов).
В 1990—1993 годах был руководителем режиссёрской мастерской документального фильма во ВГИКе. Был председателем Государственной Экзаменационной Комиссии ВГИКа.
С 1990 по 2002 год — директор-художественный руководитель киностудии «Человек и время». В октябре 2002 года становится художественным руководителем-советником заместителя Генерального директора «Первого канала» по общественно-политическому вещанию.
С 2000 года возглавлял студию «Анимос», специализирующуюся на производстве анимационных и документальных фильмов. В 2006 году на 17 Международном фестивале анимации в Загребе студия была награждена дипломом жюри за адаптацию русской классики.
Скончался 7 сентября 2023 года. Похоронен на Троекуровском кладбище.

## Личная жизнь
- Жена — Орлова Наталья Вячеславовна, режиссёр-мультипликатор, сценарист и художник-постановщик, художник-мультипликатор. Заслуженный деятель искусств Российской Федерации (2013)
- Дочь — Екатерина, актриса
- Внуки — Никита (род. 1990) и Мария (род. 1997).

## Фильмография
- 1972 — «На высоте»
- 1974 — «Каждую неделю в среду»
- 1976 — «Знакомьтесь, Советский Союз!»
- 1977 — «Впервые в истории»
- 1979 — «Великая Отечественная»
- 1981 — Всего дороже (совместно с И. С. Гутманом, И. А. Григорьевым, С. Н. Пумпянской)
- 1993 — «Исчезнувшие без следа»
- 1994—1995 — Россия в войне (Россия—Великобритания; фильмы «Падение свастики» и «На вершине культа»)
- Возвращение Игоря Винокурова
- 2001 «Артём» (режиссёр, совместно с Г. Боровиком)
- 2002 «Полёт на Нюрнберг» (режиссёр)
- 2010 «Новое небо» (режиссёр)
- 2011 «День первый… день последний» (режиссёр)
- 2012 «Новые мифы великой войны» (режиссёр)

### Продюсер мультфильмов
- 1999 — Моби Дик
- 2000 — Три сестры, которые упали в гору
- 2001 — Тимун и нарвал (мультфильм)
- 2003 — Гостинец от Крестной
- 2004 — Каштанка
- 2004 — Новогоднее приключение двух братьев
- 2005 — Капитанская дочка
- 2005 — Про козла и барана
- 2006 — Крошечка Хаврошечка
- 2006 — Снегурочка
- 2007 — Собачья дверца
- 2009 — Очумелов
- 2010 — Шатало
- 2013 — Возвращение Буратино

## Награды и премии
- Ленинская премия (1980) — за участие в создании киноэпопеи «Великая Отечественная» (фильмы «Блокада Ленинграда» и «Величайшее танковое сражение»
- Заслуженный деятель искусств Российской Федерации (30 августа 1996 года) — за заслуги в области искусства[4]
- Почётная грамота Президента Российской Федерации (29 октября 2018 года) — за заслуги в развитии отечественной культуры и искусства, многолетнюю плодотворную деятельность[5]